# Pernarec
Pernarec település Csehországban, a Észak-plzeňi járásban. Pernarec Křelovice, Všeruby, Trpísty, Čerňovice, Líšťany és Úněšov településekkel határos. Lakosainak száma 731 fő (2024. január 1.).

## Népesség
A település lakosságának változását az alábbi diagram mutatja:
| Lakosok száma | 794  | 841  | 948  | 645  | 693  | 770  | 768  | 755  | 696  | 731  |
|               | 1869 | 1900 | 1921 | 1961 | 1980 | 2011 | 2016 | 2019 | 2021 | 2024 |